# Le Jardinier de monsieur Chaos
Le Jardinier de monsieur Chaos est un roman québécois publié par Francis Malka (Québec, Canada) en 2007.

## Résumé
Un jardinier est embauché par un riche médecin, monsieur Chaos, pour refaire l’aménagement paysager de sa vaste propriété. Un jour, Chaos lui demande de l’aider à remplir un service très particulier que lui a demandé une amie, condamnée à une mort imminente : l’enterrer sous la statue de son mari, sur la place publique la plus fréquentée du village. La tâche est impossible, mais le jardinier en vient à bout grâce à un tour de force scientifique qui permet de remplacer l’odeur de la putréfaction par celle de l’essence d’une fleur. Bientôt, de nombreux citoyens viennent lui demander la même chose : être enterré à un endroit qui leur est cher… en dégageant un parfum de fleur. Au total, 27 enterrements, soit pour la police autant de disparitions inexpliquées. Victime d’un terrible accident d’automobile, le jardinier s’éveille, des mois plus tard, d’un coma profond. Il fait alors la connaissance d’un détective qui mène l’enquête et cherche à répondre à une épineuse question : le jardinier est-il un épouvantable assassin ou un biologiste désintéressé qui enterre les gens par compassion en donnant à leur dépouille le parfum de la fleur de leur choix? Le Jardinier de monsieur Chaos est un roman à la fois philosophique, scientifique et policier, sur les thèmes de la fuite du temps et de l’appréhension de la mort, présenté sous la forme d’un long monologue, servi par le narrateur (le jardinier) à un enquêteur.

## Prix littéraires
- Finaliste au Grand prix de la relève littéraire Archambault, 5e édition
- Finaliste au Prix France-Québec, prix du jury 2007